# Богемський лев
Боге́мський лев (нім. Böhmischer Löwe), або Че́ський лев (чеськ. Český lev) — срібний здиблений лев із двома хвостами, сплетеними у вісімку, у золотій короні, на червоному щиті. Герб і гербова фігура Богемського королівства, Чехословаччини і Чехії. Вперше використаний 1213 року на печатці чеського князя Владислава III. Далімілова хроніка пов'язувала герб лева з присвоєнням титулу короля Владиславу ІІ в 1156 році. Зображення довгохвостого лева постійно зустрічаються з 1248 року. Використовується на державному гербі Чехії, а також територіальних гербах чеських міст і земель.

## Історія
Богемський лев фігурував на гербах імператорів Священної Римської імперії з династії Габсбургів як символ Богемії та земель Богемської Корони. Зокрема, на середньому гербі імператора Леопольда ІІ (1790—1792) лев займав 2-е поле щита, а на великому гербі — 3-е, увінчуючи усі коронні землі:  Моравію (шахований орел), Сілезію (чорний орел), Верхню Лужицю (стіна) і Нижню Лужицю (бик).

Леопольд ІІ. Середній герб. 1790
Леопольд ІІ. Великий герб. 1790

## Галерея

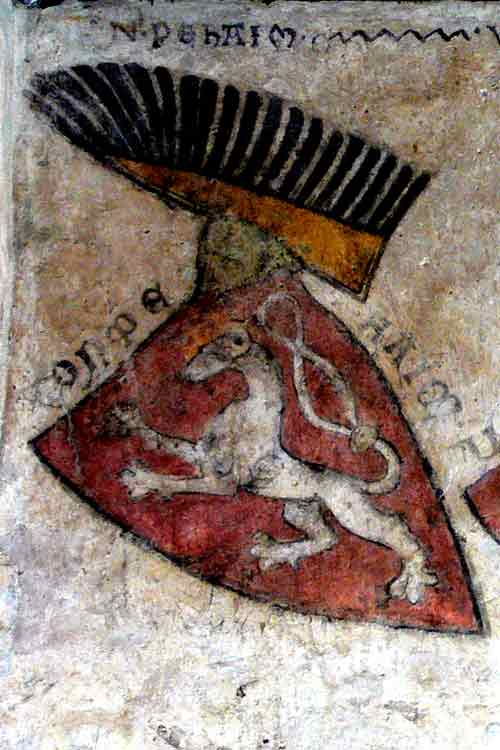
Готичний XIII ст.
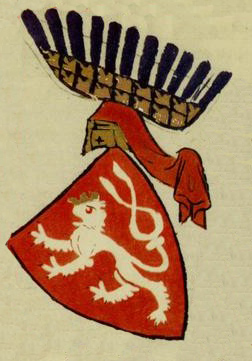
Готичний XIV ст.
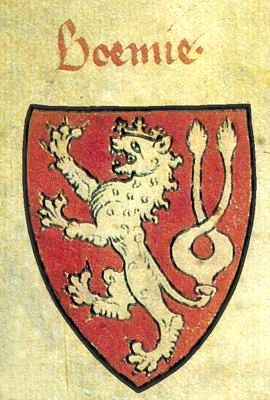
Пізньоготичний XIV—XV ст.
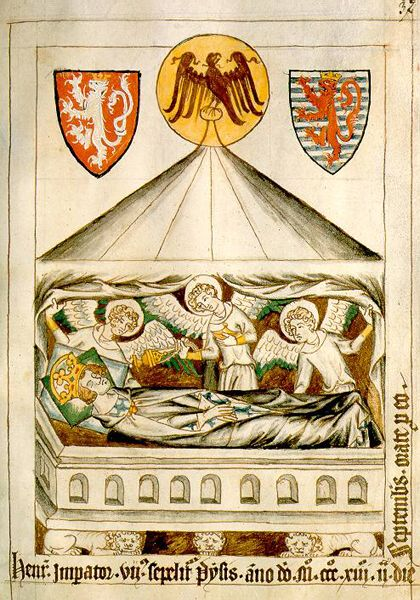
Пізньоготичний XV ст.
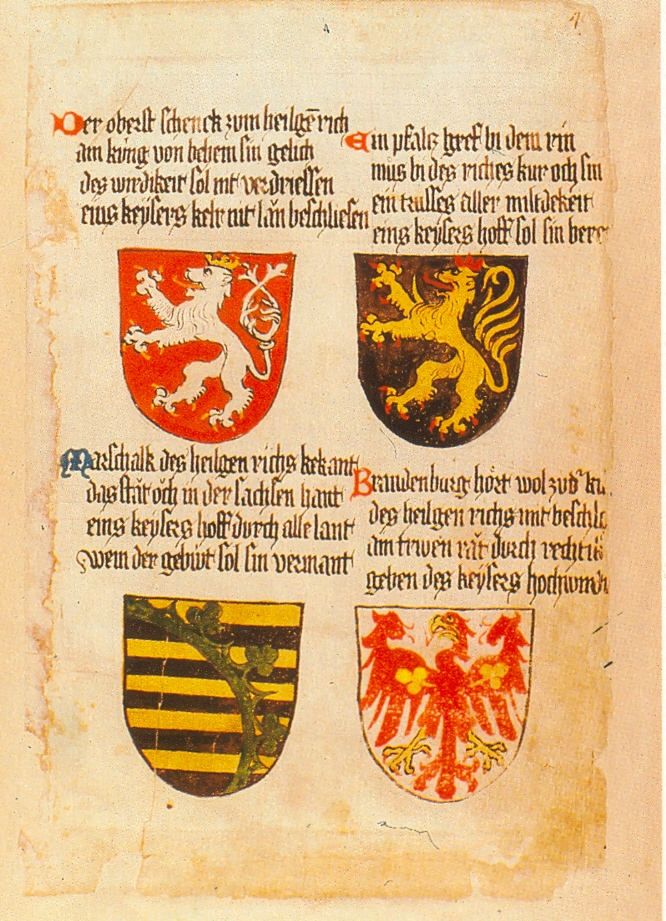
Пізньоготичний XV ст.
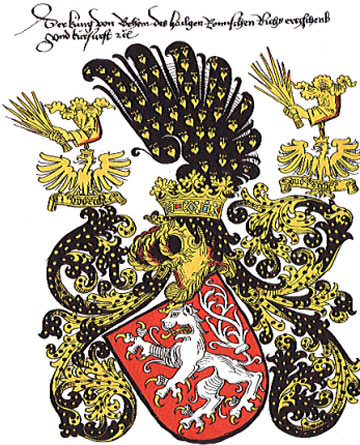
Ренесансний 1483
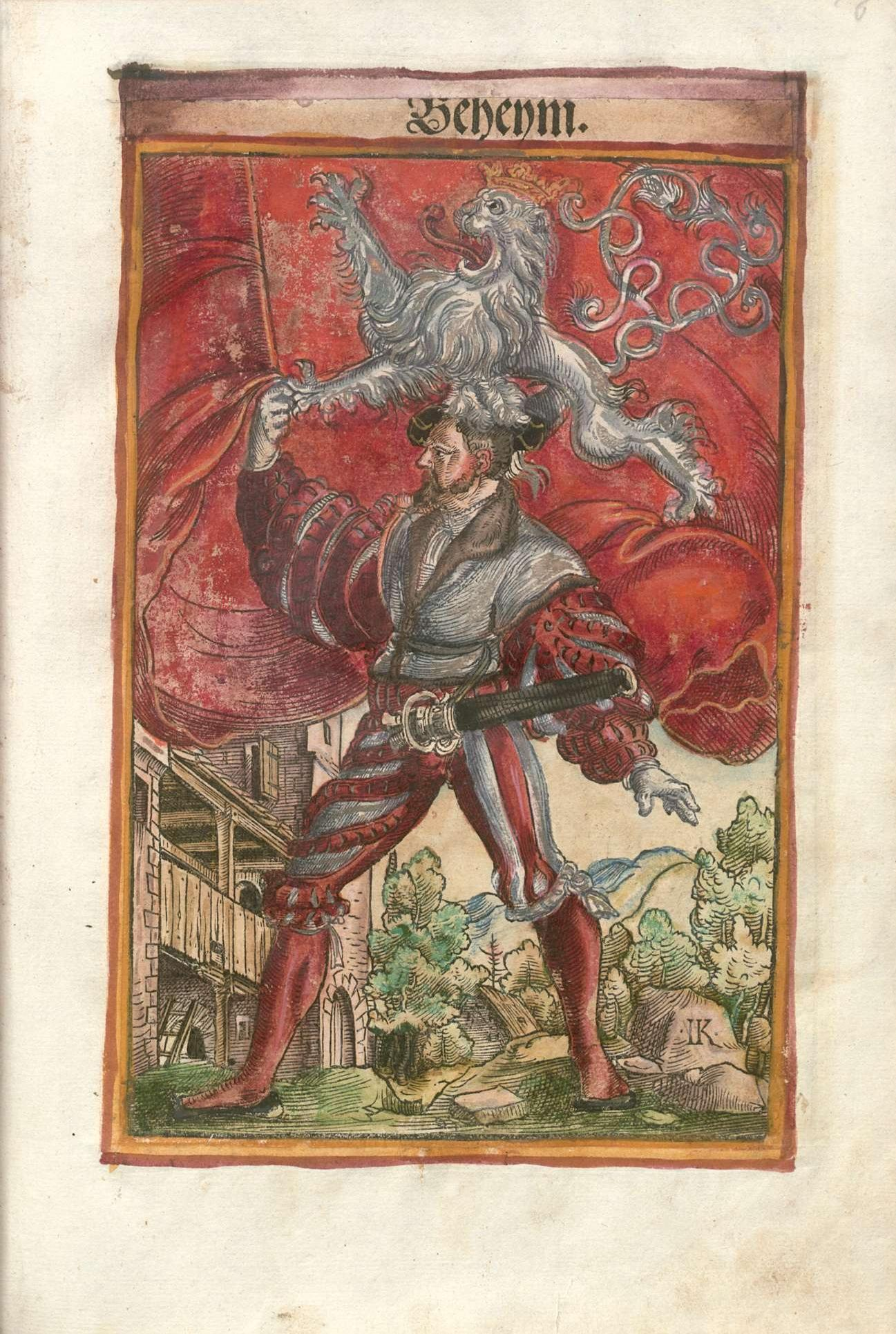
Ренесансний 1545
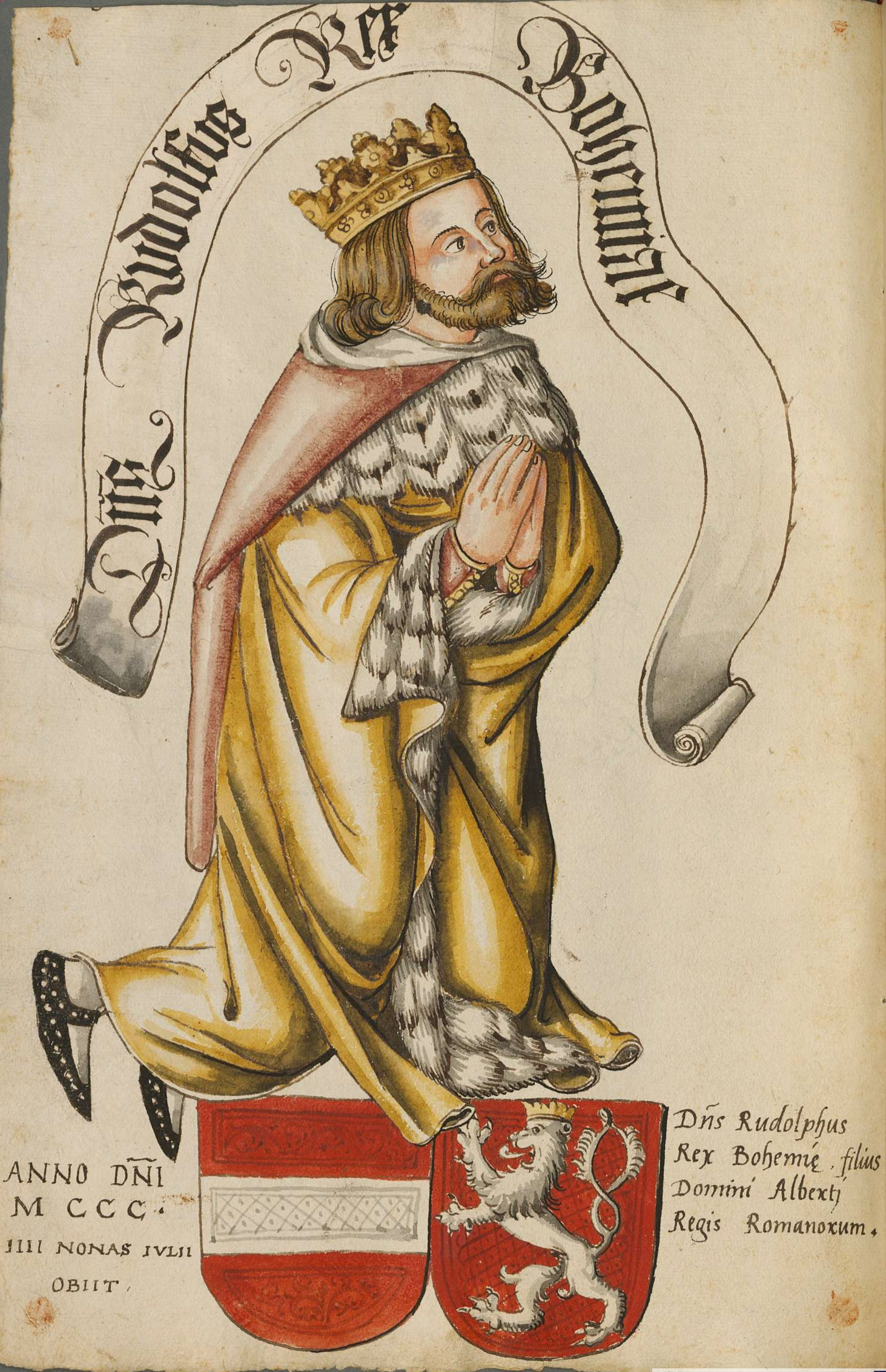
Ренесансний XVI ст.
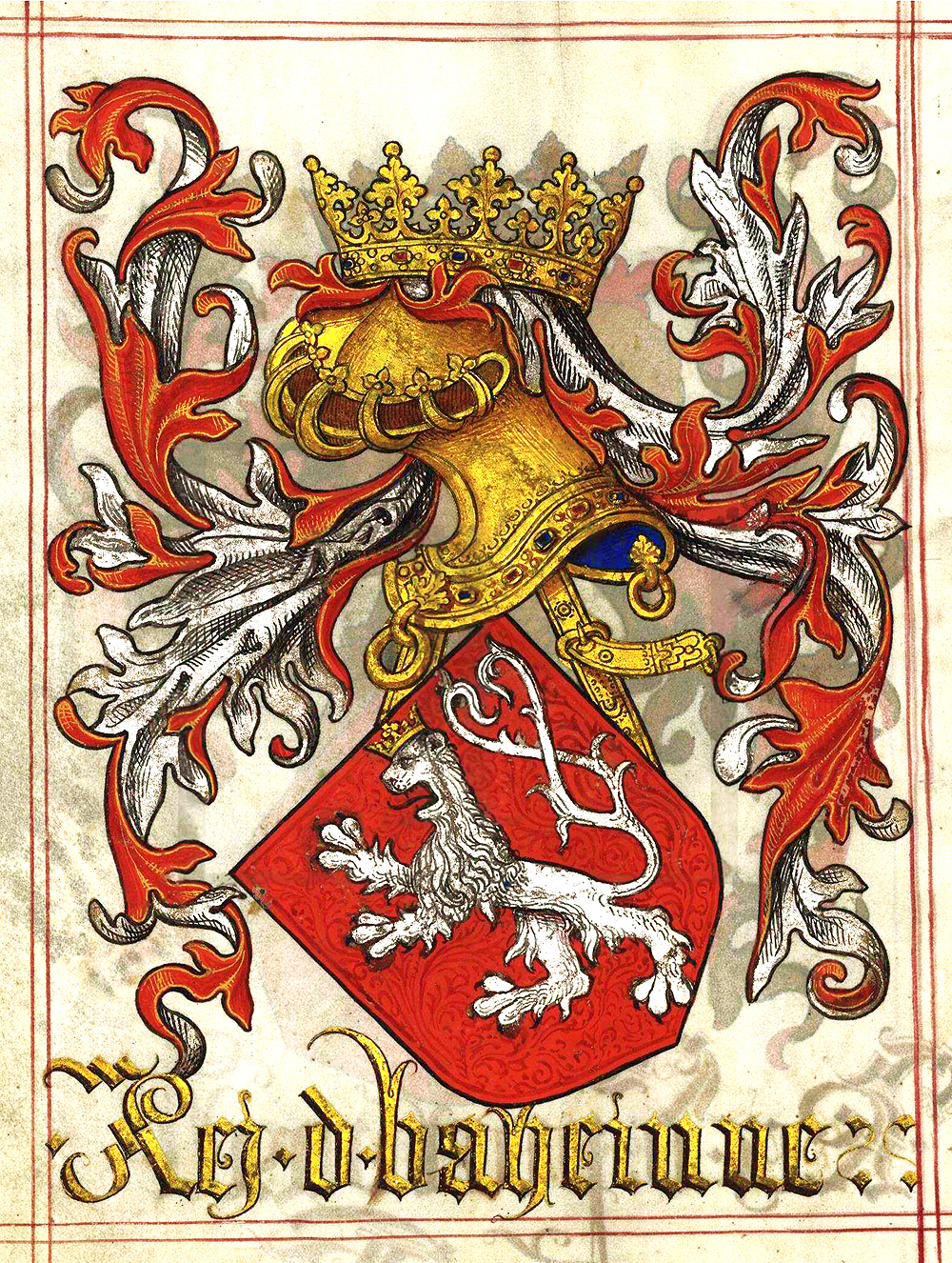
Ренесансний XVI ст.
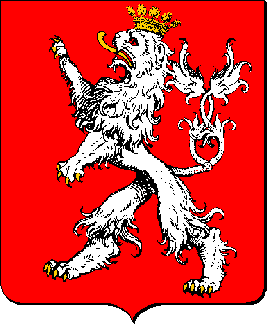
Новий ХІХ ст.
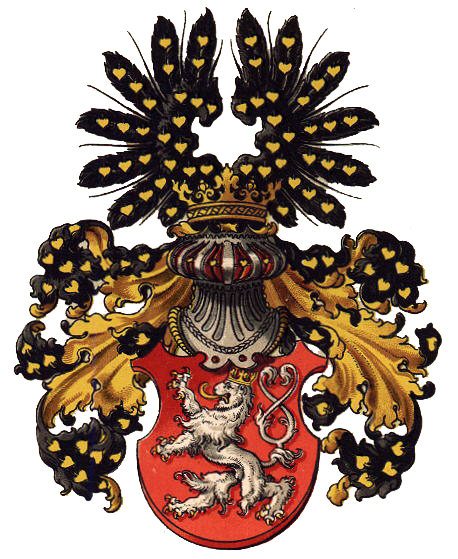
Новітній ХІХ—ХХ ст.
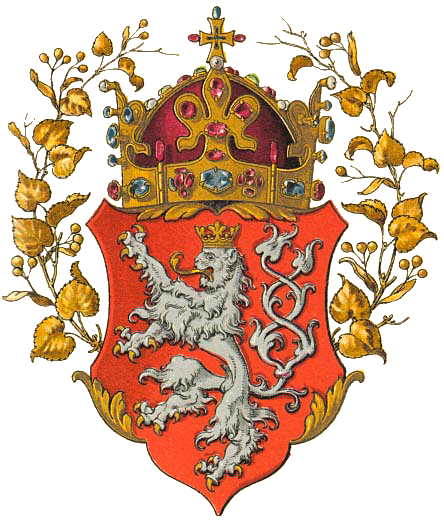
Новітній ХХ ст.
Чехословаччина 1919–1920
Чехословаччина 1920–1938 та 1945–1960
Богемія та Моравія 1939–1945
Богемія та Моравія 1939–1945
Чехословаччина 1960–1990
Чехословаччина 1990–1992
Чехія 1990–1992
Чехія 1990–1992
Чехія з 1993 р.
Чехія з 1993 р.
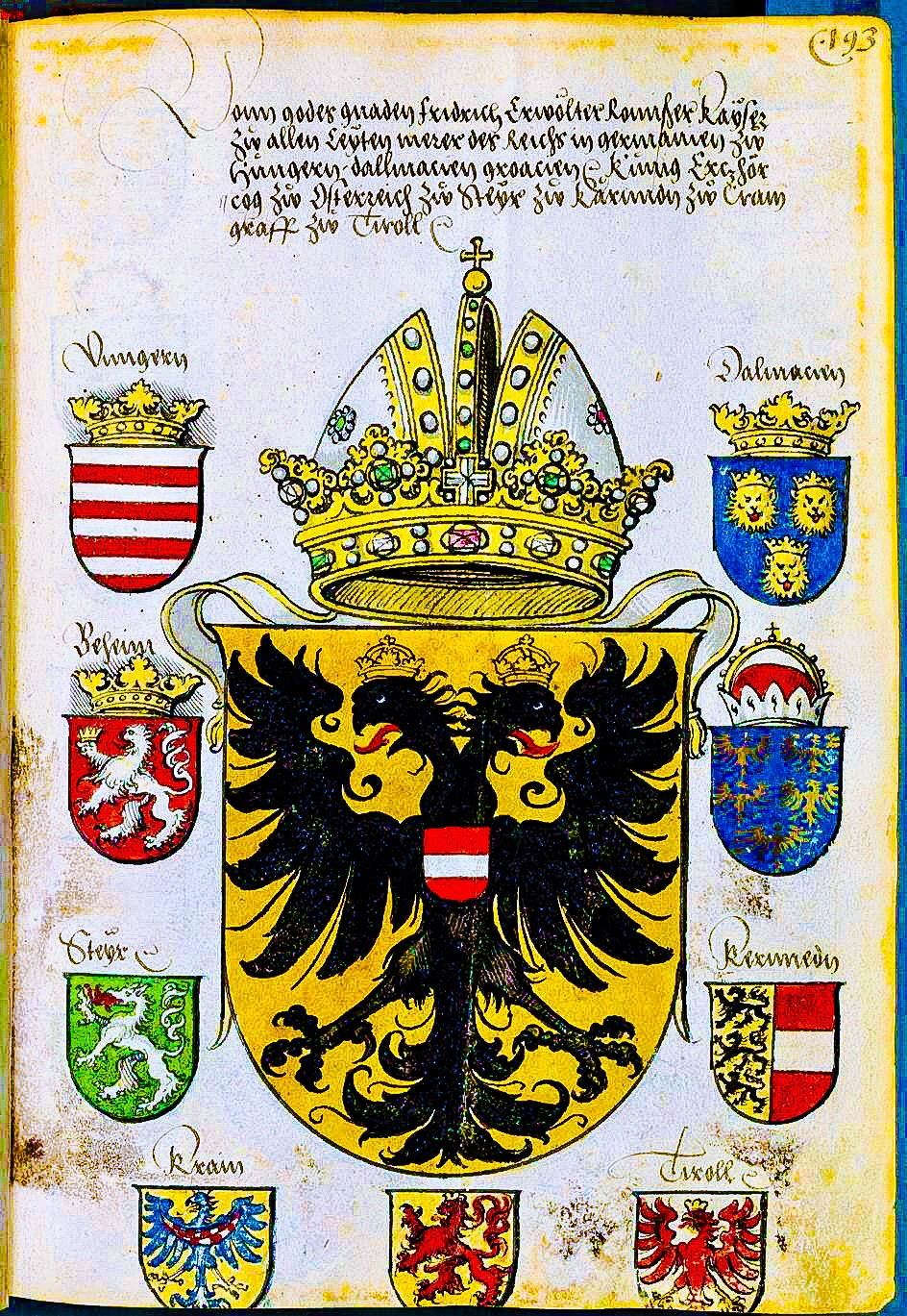
1493
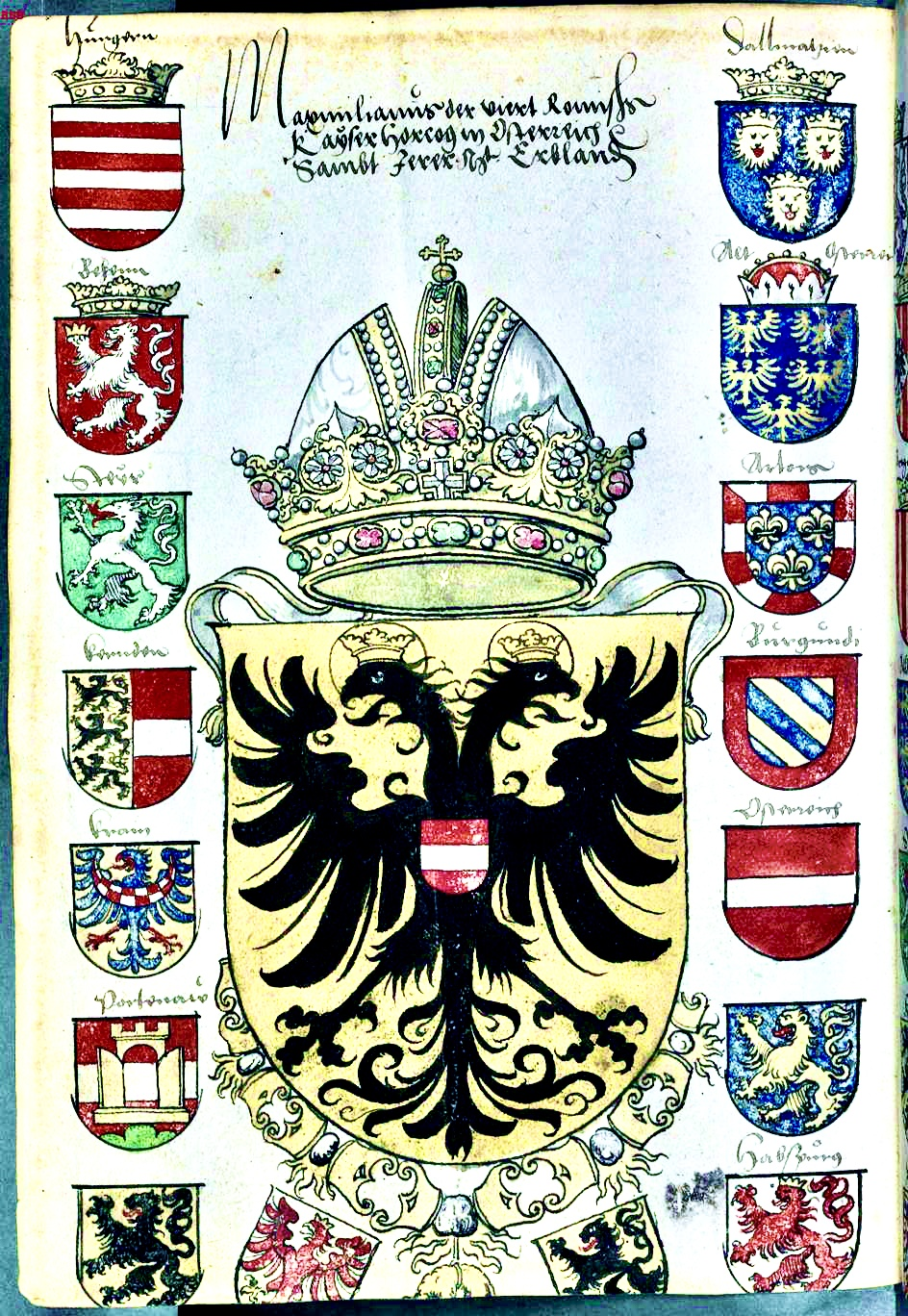
1519
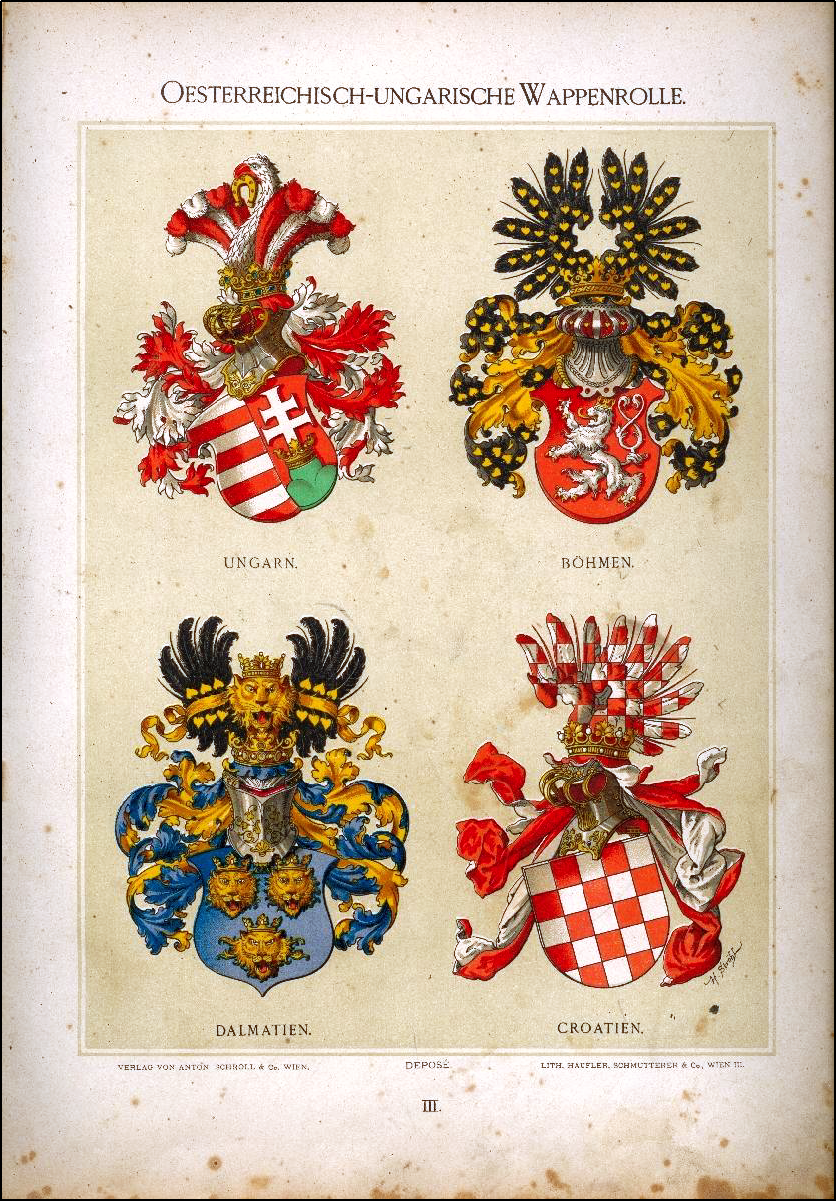
1890